# مفناید
مفناید (به انگلیسی: MAFENIDE ACETATE)
رده درمانی: آنتی بیوتیک موضعی پوستی
اشکال دارویی: پماد

## موارد مصرف
پماد مفناید استات در پانسمان سوختگی‌های درجه دو و سه به کار می‌رود (به خصوص نواحی غیر از صورت).

## مکانیسم اثر
مفناید از سولفانامیدها بوده با اختلال در ساخت فولات باکتری‌ها عملکردی باکتریواستاتیک دارد.

## عوارض جانبی
به دلیل مهار آنزیم کربنیک آنهیدراز ممکن است موجب اسیدوز متابولیک شود. درد و خارش در محل پانسمان، سندرم استیون جانسون .